# Бартонвілл (Техас)
Бартонвілл (англ. Bartonville) — місто (англ. town) в США, в окрузі Дентон штату Техас. Населення — 1725 осіб (2020).

## Географія
Бартонвілл розташований за координатами 33°5′8″ пн. ш. 97°8′54″ зх. д. / 33.08556° пн. ш. 97.14833° зх. д. (33.085561, -97.148427).  За даними Бюро перепису населення США в 2010 році місто мало площу 16,22 км², з яких 16,08 км² — суходіл та 0,13 км² — водойми.

## Демографія
Згідно з переписом 2010 року, у місті мешкало 1469 осіб у 487 домогосподарствах у складі 417 родин. Густота населення становила 91 особа/км².  Було 516 помешкань (32/км²).
Расовий склад населення:
| - 95,4 % — білих - 0,4 % — азіатів - 0,3 % — корінних американців - 0,3 % — чорних або афроамериканців - 2,2 % — осіб інших рас |

До двох чи більше рас належало 1,4 %. Частка іспаномовних становила 10,3 % від усіх жителів.
За віковим діапазоном населення розподілялося таким чином: 29,3 % — особи молодші 18 років, 60,4 % — особи у віці 18—64 років, 10,3 % — особи у віці 65 років та старші. Медіана віку мешканця становила 43,1 року. На 100 осіб жіночої статі у місті припадало 100,7 чоловіків;  на 100 жінок у віці від 18 років та старших — 96,6 чоловіків також старших 18 років.
Середній дохід на одне домашнє господарство  становив 194 443 долари США (медіана — 113 393), а середній дохід на одну сім'ю — 216 605 доларів (медіана — 140 469). Медіана доходів становила 91 250 доларів для чоловіків та 46 667 доларів для жінок. За межею бідності перебувало 2,5 % осіб, у тому числі 0,7 % дітей у віці до 18 років та 9,9 % осіб у віці 65 років та старших.
Цивільне працевлаштоване населення становило 904 особи. Основні галузі зайнятості: науковці, спеціалісти, менеджери — 18,6 %, освіта, охорона здоров'я та соціальна допомога — 10,2 %, роздрібна торгівля — 10,1 %.